# Бейкулешть (комуна)
Бейкулешть, Бейкулешті (рум. Băiculești) — комуна у повіті Арджеш в Румунії. До складу комуни входять такі села (дані про населення за 2002 рік):
- Алунішу (241 особа)
- Ангінешть (291 особа)
- Арджешань (502 особи)
- Бейкулешть (582 особи) — адміністративний центр комуни
- Валя-Бразілор (631 особа)
- Валя-луй-Енаке (670 осіб)
- Зігонень (949 осіб)
- Менічешть (562 особи)
- Стежарі (169 осіб)
- Тутана (1715 осіб)

Комуна розташована на відстані 131 км на північний захід від Бухареста, 27 км на північний захід від Пітешть, 108 км на північний схід від Крайови, 97 км на південний захід від Брашова.

## Населення
За даними перепису населення 2002 року у комуні проживали 6312 осіб.
Національний склад населення комуни:
| Національність | Кількість осіб | Відсоток |
| -------------- | -------------- | -------- |
| румуни         | 6169           | 97,7%    |
| цигани         | 143            | 2,3%     |

Рідною мовою назвали:
| Мова      | Кількість осіб | Відсоток |
| --------- | -------------- | -------- |
| румунська | 6234           | 98,8%    |
| циганська | 78             | 1,2%     |

Склад населення комуни за віросповіданням:
| Релігія      | Кількість осіб | Відсоток |
| ------------ | -------------- | -------- |
| православні  | 6272           | 99,4%    |
| бретрени     | 13             | 0,2%     |
| адвентисти   | 10             | 0,2%     |
| лютерани     | 10             | 0,2%     |
| не релігійні | 2              | < 0,1%   |